# CAPCOMベースボール 助っ人外人大暴れ!
『CAPCOMベースボール 助っ人外人大暴れ!』（カプコンベースボール すけっとがいじんおおあばれ）は、カプコンが1989年10月にリリースしたアーケード用野球ゲーム。

## 概要
前年にリリースされた『カプコンボーリング』に続く、アーケードにおける「カプコン」を冠したスポーツゲームシリーズの第2弾。本作と同年にリリースされた『アドベンチャークイズ カプコンワールド』に続き、バッテリーバックアップを採用した独自基板の「カプコンバッテリーボード」を使用している。
操作体系はナムコの『プロ野球ファミリースタジアム』（ファミスタ）と大きく変わらないが、打球がライナーになりやすくボールの影を追う捕球方法が困難であるのを始め、他の野球ゲームに比べて癖の強い操作が求められる。
本作独自のシステムとして、球団を選択した後にプレイヤーがオリジナル選手を1名登録することが可能な点が挙げられる。野手はプレイヤーが命名した名前（平仮名4文字）によって8種類のパターンで成績や打順が変化し、オリジナル選手が打席に立った際は観客から声援が送られるなどの演出が採り入れられている。

## 球団
全10球団が選択可能（モデルになった球団名はリリース当時のもの）。
- G：ガリレイズ（Galileis） - 読売ジャイアンツがモデル。
- C：カークス（Carks） - 広島東洋カープがモデル。
- D：ドリアンズ（Dorians） - 中日ドラゴンズがモデル。
- S：スレローズ（Srellows） - ヤクルトスワローズがモデル。
- T：タイガイアス（Tigyres） - 阪神タイガースがモデル。
- W：ホワイターズ（Whiters） - 横浜大洋ホエールズがモデル。
- L：ライオネッツ（Lionets） - 西武ライオンズがモデル。
- AE：オールイースタン（All Eastern） - 日本ハム・ロッテの連合チーム[2]。
- AW：オールウエスタン（All Western） - 近鉄・オリックス・ダイエーの連合チーム[3]。
- CG：カプコンゲームズ（Capcom Games） - カプコンのオールスターチーム。選手名はロックマンやだいまかいなど1988年までのカプコンのゲームタイトルから付けられている。